# La Banqueta
|  | Per a altres significats, vegeu «La Banqueta (revista)». |

La Banqueta és un monument del municipi de Lleida protegit com a bé cultural d'interès local.

## Descripció
La concepció de la Banqueta com a carrer neix amb l'obertura de la ciutat envers el riu Segre. Allò que per una ciutat de mar és el passeig marítim, ho constitueix la Banqueta per a Lleida. Altrament, el passeig es veu minvat, per manca d'espai de vianants i excés d'espai rodat, de bona part de la seva significació. Alguns elements, com les fileres d'arbres, la barana amb ritme de fanals al mur del riu i la qualitat arquitectònica dels edificis, fan de la Banqueta un element urbà essencial a Lleida.

## Història
L'enderroc de les muralles l'any 1861, fa que el nucli antic s'obri al riu amb una façana urbana dotada de bones vistes. La construcció per Lluís de Blondel del terraplè sobre el riu, suposa l'impuls històric més important per al disseny urbà de la Banqueta. En el bienni 1923-24, es construí una nova barana sobre l'ampit del mur, que fou malmesa durant la Guerra Civil espanyola. El 1949 es construí l'actual balustrada, d'arquitectura més severa però elegant.